# Лаверино (Мачерата)
Лаверино (итал. Laverino) насеље је у Италији у округу Мачерата, региону Марке.
Према процени из 2011. у насељу је живело 35 становника. Насеље се налази на надморској висини од 675 м.